# Nyžné Bolotné
Nyžné Bolotné  (česky také Šard Nižní, ukrajinsky Нижнє Болотне (do 27. června 1947–  Нижній Шард),  rusínsky Нижное Болотное, maďarsky Alsósárad) je část obce Viľchivka, v Zaričské venkovské komunitě v okrese Chust v Zakarpatské oblasti na Ukrajině. V roce 2001 zde žilo 1278 оbyvatel.

## Historie
První písemná zmínka o obci Nižný Šard pocházi z roku 1351. Před Trianonskou mírovou smlouvou byla obec součástí Uherska. Poté byla součástí první československé republiky.  V roce 1930 zde žilo 728 obyvatel, z toho 670 Rusínů, 50 Židů, 2 Češi (Slováci) a  6 cizinců. Řeckokatolická obec čítala 673 věřících a měla zděný kostel sv. Michala z roku 1864 a rusínskou církevní školu (jedna třída).

## Osobnosti
- Jurij Staninec, ukrajinsky Юрий Станинець (1906–1994), kněz a spisovatel